# Gustaf Lagerbring
Gustaf Otto Robert Lagerbring (i riksdagen kallad Lagerbring i Stockholm och senare Lagerbring i Göteborg), född 9 oktober 1847 i Järlåsa socken, Uppsala län, död 12 juli 1921 i Alingsås, var en svensk friherre, politiker, militär och ämbetsman.

## Biografi
Lagerbring blev 1863 student vid Uppsala universitet och 1866 underlöjtnant vid Upplands regemente, varifrån han 1889 tog avsked som kapten. Han var 1883–1887 sekreterare i Sällskapet för nyttiga kunskapers spridande och redaktör för dess tidskrift. Han ägnade sig samtidigt, från 1884, åt försäkringsverksamhet och var 1884–1887 verkställande direktör i Livförsäkringsbolaget Viktoria och 1887–1897 i försäkringsaktiebolaget Skandia som Elis Fischers efterträdare. Det sägs att Lagerbring uppmanades att begära avsked då det kommit fram att han inte skött sin tjänst, och man ville att han skulle söka sig en ny befattning utanför Skandia. Båda parter var angelägna om att hans avgång skulle ske under diskreta former, vilket också skedde. 1889–1897 var han stadsfullmäktig i Stockholm och 1894–1895 ledamot av styrelsen för Stockholms högskola.
År 1897 utnämndes Lagerbring till landshövding i Göteborgs och Bohus län samt blev samma år ordförande i styrelsen för Göteborgs högskola, 1893 ordförande i länets hushållningssällskap och 1900 ordförande i Svenska Hydrografisk-Biologiska Kommissionen. År 1902 fick han i uppdrag att vara kronprins Gustaf Adolf följaktig under dennes vistelse i Uppsala för idkande av universitetsstudier.
Lagerbring var 1894–1897 riksdagsman i andra kammaren för Stockholms Östermalmskrets och tillhörde därunder Nya centern samt representerade Göteborgs och Bohus län i första kammaren 1900–1913. Därunder var han ordförande i särskilda utskotten för olycksfallsförsäkringen (1901), brännvins- och öllagarna (1905), stadsplanelagen (1907), arbetsavtalslagstiftningen (1910) och tekniska undervisningens omorganisation (1911) samt ledamot av särskilda utskotten angående försäkringslagen (1903) och egnahemslagstiftningen (1904) samt även av bankoutskottet 1908. Han tillhörde Första kammarens moderata parti, och var en av deras förtroendemän.
Lagerbring var mycket verksam för genomdrivandet 1901 inom första kammaren av olycksfallsförsäkringsförslaget. År 1906 var han för en lösning av rösträttsfrågan på basis av det Staaffska regeringsförslaget med sammankoppling dels av det Lundebergska förslaget om undandragande från gemensam omröstning av grunderna för progressiv beskattning med mera, dels av den så kallade Mossebolinjen (köpingars och municipalsamhällens sammanförande med städerna vid val). År 1907 var han en mycket energisk motståndare till förslaget om proportionella val även till första kammaren.
Lagerbring var medlem av kommittén angående försäkringslagstiftning (1895–1897) och angående en riksförsäkringsanstalt (1900) och 1901 en kortare tid i krigslagskommittén samt ordförande i den så kallade kanalkommissionen angående en förbättrad farled Vänern–Kattegatt. Efter Hjalmar Palmstiernas bortgång ingick han 1909 i den parlamentariska försvarskommittén, mot vars slutliga betänkande 1910 han avgav en märklig reservation beträffande principerna för beräkningen av landets ekonomiska bärkraft.
Till Lagerbrings förtjänster inräknas hans intresse och initiativ för fiskerinäringen och förbättringen av Bohusläns kommunikationer. Under hans ämbetstid anlades Bohusbanan 1904 och Lysekilsbanan 1913.
Lagerbring tog 1917 avsked från landshövdingeämbetet och dog 12 juli 1921 i Alingsås. 1913 hade han lämnat riksdagen, där han 1911–1913 hade plats i särskilt utskott; 1913–1916 var han ledamot av Sociala rådet. Han var författare till Guvernörer och landshöfdingar i Göteborgs & Bohus län 1658–1897 (1917).
Lagerbringsgatan (1932) i stadsdelen Johanneberg i Göteborg är uppkallad efter landshövdingen.

### Familj
Gustaf Lagerbring var son till Karl Gustaf Lagerbring (1817–1883) och Louise Johanna von Kræmer (1824–1903). Han gifte sig 4 januari 1881 med Hedvig Albertina Vilhelmina Nisbeth (1858–1926), född på Tisslinge i Östuna. De fick tre barn: Tyra Lovisa Matilda (1882–), Sven Gustav Ennert (1884–1954) och Eva Carola Gustava (1886–1964). Makarna Lagerbring är begravda på Uppsala gamla kyrkogård.

## Utmärkelser
- Kommendör med stora korset av Nordstjärneorden, 30 november 1907.[7]
- Kommendör med stora korset av Vasaorden, 6 juni 1912.[8]
- Riddare av första klassen av Svärdsorden, 1898.[9]
- Kommendör av första graden av Danska Dannebrogorden, senast 1921.[10]
- Ledamot av Kungliga Lantbruksakademien, 1908.[11]
- Ledamot av Kungliga Vetenskaps- och Vitterhetssamhället i Göteborg, 1898.[12]